# Göttinger minivarken

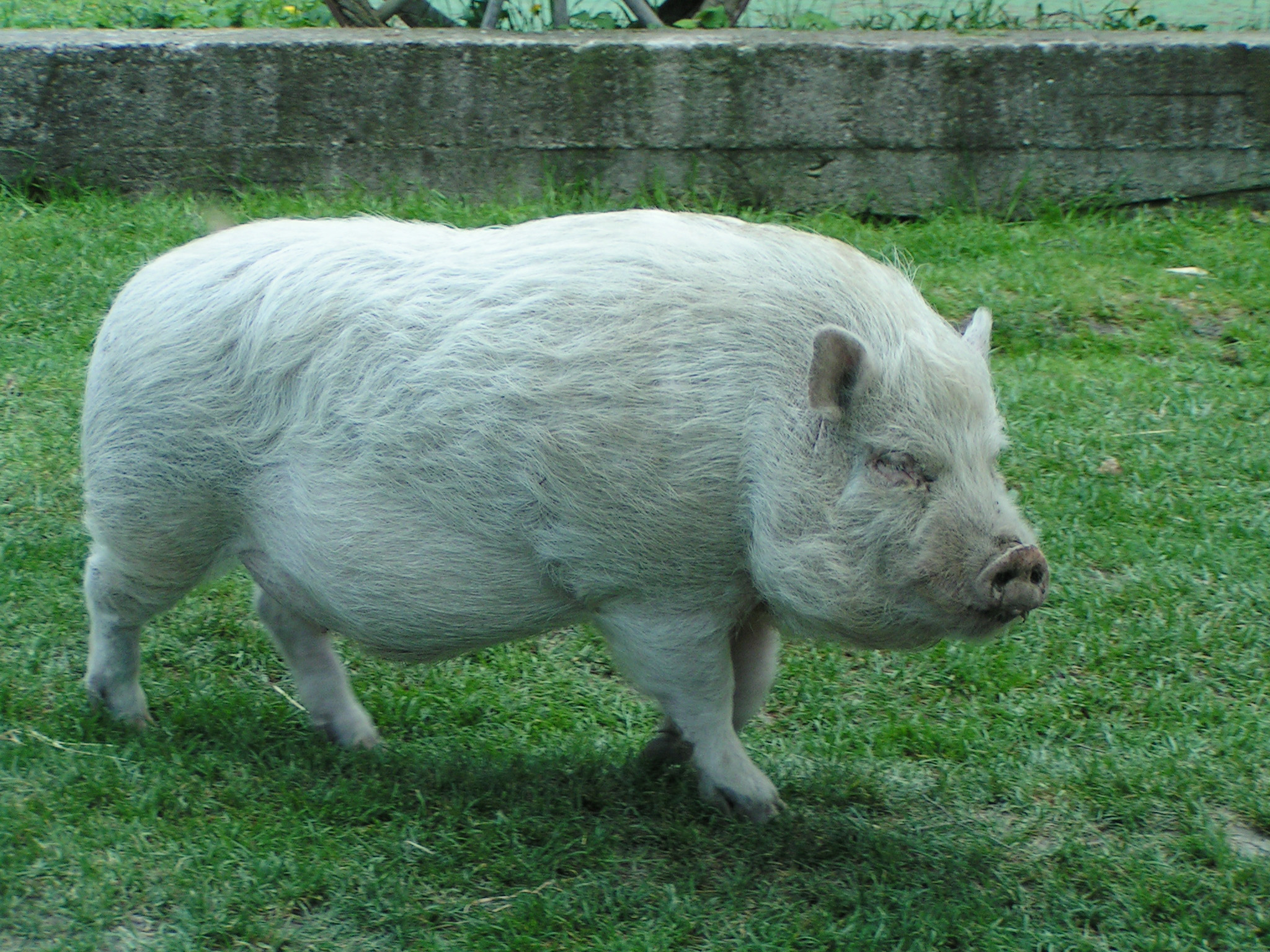
Göttinger Minivarken

Het Göttinger minivarken is een klein varkensras dat valt onder de groep minivarkens. De soort is in 1960 ontstaan toen professor Haring van de Universiteit van Göttingen een hangbuikzwijn kruiste met een Minnesota-minivarken en de nakomelingen kruiste met een Duits landvarken.
Het Göttinger minivarken, en dan specifiek de wit-roze variant, wordt vooral gebruikt als proefdier. De bontgekleurde varianten zijn bij hobbyfokkers terechtgekomen en worden als huisdier gebruikt.
Een Göttinger minivarken weegt 40 tot 60 kilo en is 40 tot 50 centimeter hoog.